# 库页岛蝗莺
库页岛蝗莺（学名：Helopsaltes amnicola），是雀形目蝗莺科的一种鸟类。

## 特征
库页岛蝗莺体重约27.1克，翼长约75.5毫米，嘴峰长约20.5毫米，喙宽度约3.2毫米，喙厚度约4.3毫米，跗蹠长约25.5毫米，尾长约66毫米。库页岛蝗莺是候鸟，其栖息在半开放的灌木丛中，食性为肉食性，主要食物来源是陆生无脊椎动物。

## 分布
库页岛、南千岛群岛和北海道；在菲律宾越冬。